# Artix (Ariège)
Artix ist eine französische Gemeinde mit 113 Einwohnern (Stand 1. Januar 2022) im Département Ariège in der Region Okzitanien. Sie gehört zum Arrondissement Foix und ist Mitglied im Gemeindeverband L’Agglo Foix-Varilhes. Die Bewohner werden Articois und Articoises genannt.

## Geografie

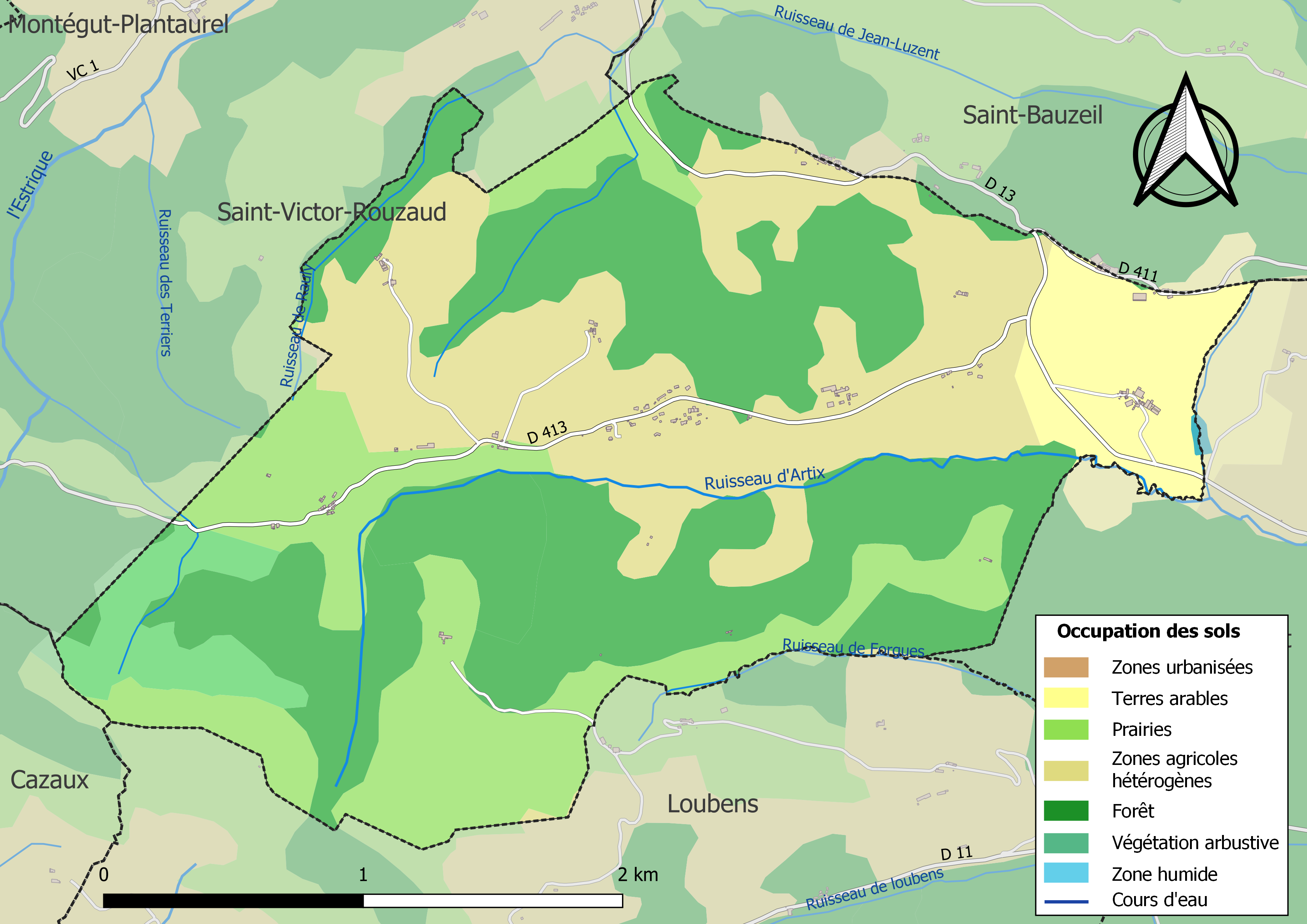
Bodennutzung und Infrastruktur der Gemeinde

Die Gemeinde ist historisch und kulturell Teil des Pays de Foix und liegt etwa 12 Kilometer nordnordwestlich von Foix. Ihr Gebiet ist einem variablen ozeanischen Klima ausgesetzt und wird vom Ruisseau d’Artix, einem Nebenfluss der Ariège, und weiteren kleineren Fließgewässern durchströmt. Die Gemeinde verfügt über ein Naturschutzgebiet („Ruisseaux à écrevisses : l’Artix, le Moulicot et le Volp“) und zwei ZNIEFF-Naturschutzgebieten. 56,5 % (2018) der Fläche der Gemeinde werden landwirtschaftlich genutzt, knapp 40 % sind bewaldet.
Nachbargemeinden sind Saint-Victor-Rouzaud im Nordwesten, Saint-Bauzeil im Norden, Rieux-de-Pelleport im Osten, Loubens im Süden und Cazaux im Westen.

## Bevölkerungsentwicklung

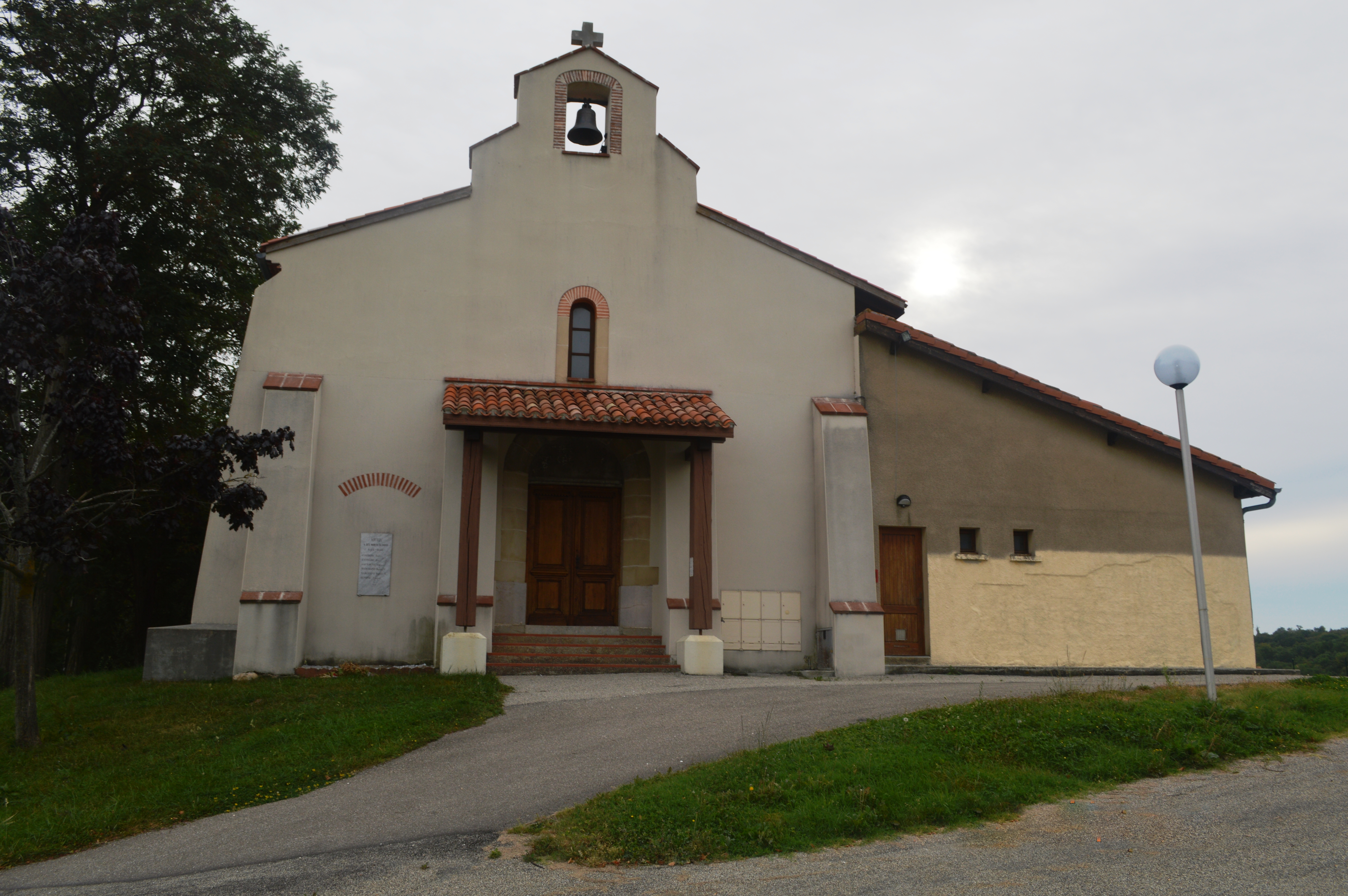
Kirche Saint-Georges

| Artix: Einwohnerzahlen von 1793 bis 2021                                                                                   | Artix: Einwohnerzahlen von 1793 bis 2021 | Artix: Einwohnerzahlen von 1793 bis 2021 | Artix: Einwohnerzahlen von 1793 bis 2021 | Artix: Einwohnerzahlen von 1793 bis 2021 |
| --- | ---------------------------------------- | ---------------------------------------- | ---------------------------------------- | ---------------------------------------- |
| Jahr |                                          |                                          |                                          | Einwohner                                |
| 1793 | 1793                                     |                                          | 155                                      | 155                                      |
| 1800 | 1800                                     |                                          | 154                                      | 154                                      |
| 1806 | 1806                                     |                                          | 194                                      | 194                                      |
| 1821 | 1821                                     |                                          | 212                                      | 212                                      |
| 1831 | 1831                                     |                                          | 226                                      | 226                                      |
| 1836 | 1836                                     |                                          | 240                                      | 240                                      |
| 1841 | 1841                                     |                                          | 249                                      | 249                                      |
| 1846 | 1846                                     |                                          | 212                                      | 212                                      |
| 1851 | 1851                                     |                                          | 238                                      | 238                                      |
| 1856 | 1856                                     |                                          | 205                                      | 205                                      |
| 1861 | 1861                                     |                                          | 215                                      | 215                                      |
| 1866 | 1866                                     |                                          | 195                                      | 195                                      |
| 1872 | 1872                                     |                                          | 204                                      | 204                                      |
| 1876 | 1876                                     |                                          | 176                                      | 176                                      |
| 1881 | 1881                                     |                                          | 187                                      | 187                                      |
| 1886 | 1886                                     |                                          | 170                                      | 170                                      |
| 1891 | 1891                                     |                                          | 148                                      | 148                                      |
| 1896 | 1896                                     |                                          | 159                                      | 159                                      |
| 1901 | 1901                                     |                                          | 164                                      | 164                                      |
| 1906 | 1906                                     |                                          | 154                                      | 154                                      |
| 1911 | 1911                                     |                                          | 147                                      | 147                                      |
| 1921 | 1921                                     |                                          | 124                                      | 124                                      |
| 1926 | 1926                                     |                                          | 128                                      | 128                                      |
| 1931 | 1931                                     |                                          | 102                                      | 102                                      |
| 1936 | 1936                                     |                                          | 108                                      | 108                                      |
| 1946 | 1946                                     |                                          | 93                                       | 93                                       |
| 1954 | 1954                                     |                                          | 91                                       | 91                                       |
| 1962 | 1962                                     |                                          | 71                                       | 71                                       |
| 1968 | 1968                                     |                                          | 60                                       | 60                                       |
| 1975 | 1975                                     |                                          | 53                                       | 53                                       |
| 1982 | 1982                                     |                                          | 72                                       | 72                                       |
| 1990 | 1990                                     |                                          | 70                                       | 70                                       |
| 1999 | 1999                                     |                                          | 91                                       | 91                                       |
| 2006 | 2006                                     |                                          | 95                                       | 95                                       |
| 2013 | 2013                                     |                                          | 136                                      | 136                                      |
| 2021 | 2021                                     |                                          | 115                                      | 115                                      |
| Quelle(n): EHESS/Cassini bis 1999, INSEE ab 2006 Anmerkung(en): Ab 1962 offizielle Zahlen ohne Einwohner mit Zweitwohnsitz |                                          |                                          |                                          |                                          |

## Sehenswürdigkeiten
- Kirche Saint-Georges